# Reepsholt
Reepsholt is een dorp in de Duitse deelstaat Nedersaksen. Het dorp is onderdeel van de gemeente Friedeburg in de Landkreis Wittmund in Oost-Friesland. Rond 2010 werd het aantal inwoners van Reepsholt geschat op 800. De gemeente Friedeberg houdt geen per dorp uitgesplitste bevolkingsstatistieken bij.
Het dorp ligt 4 kilometer ten noorden van de hoofdplaats Friedeberg, aan een weg naar Wittmund, dat 11 km verder noordelijk ligt. Direct ten zuiden van het dorp bevindt zich het Eems-Jadekanaal.
Reepsholt leeft van toerisme, midden- en kleinbedrijf en landbouw. Ook wonen er enige forensen, die een werkkring in een der steden in de omgeving hebben.

## Bezienswaardigheden, recreatie

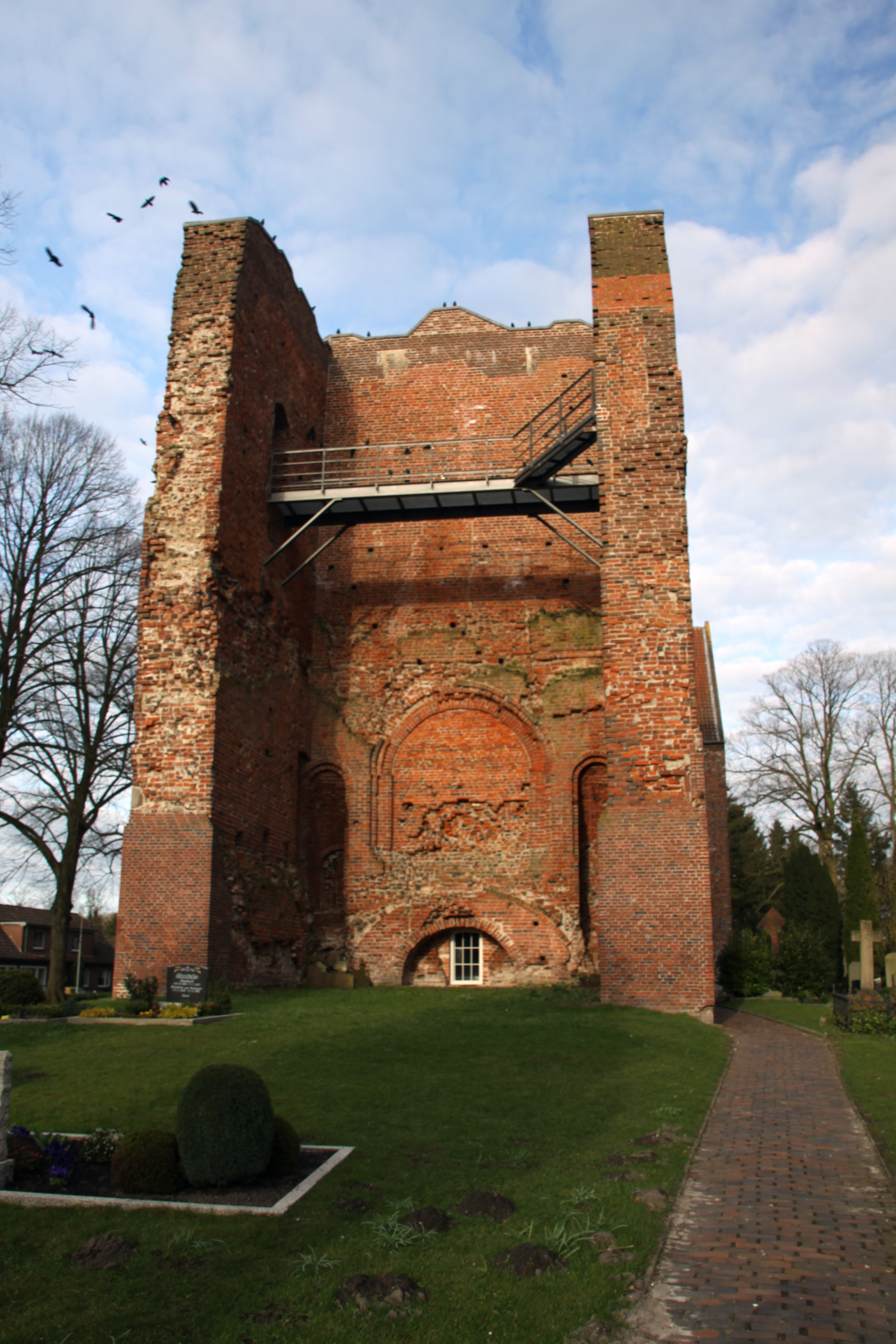
Ruïne van de kerktoren van Reepsholt
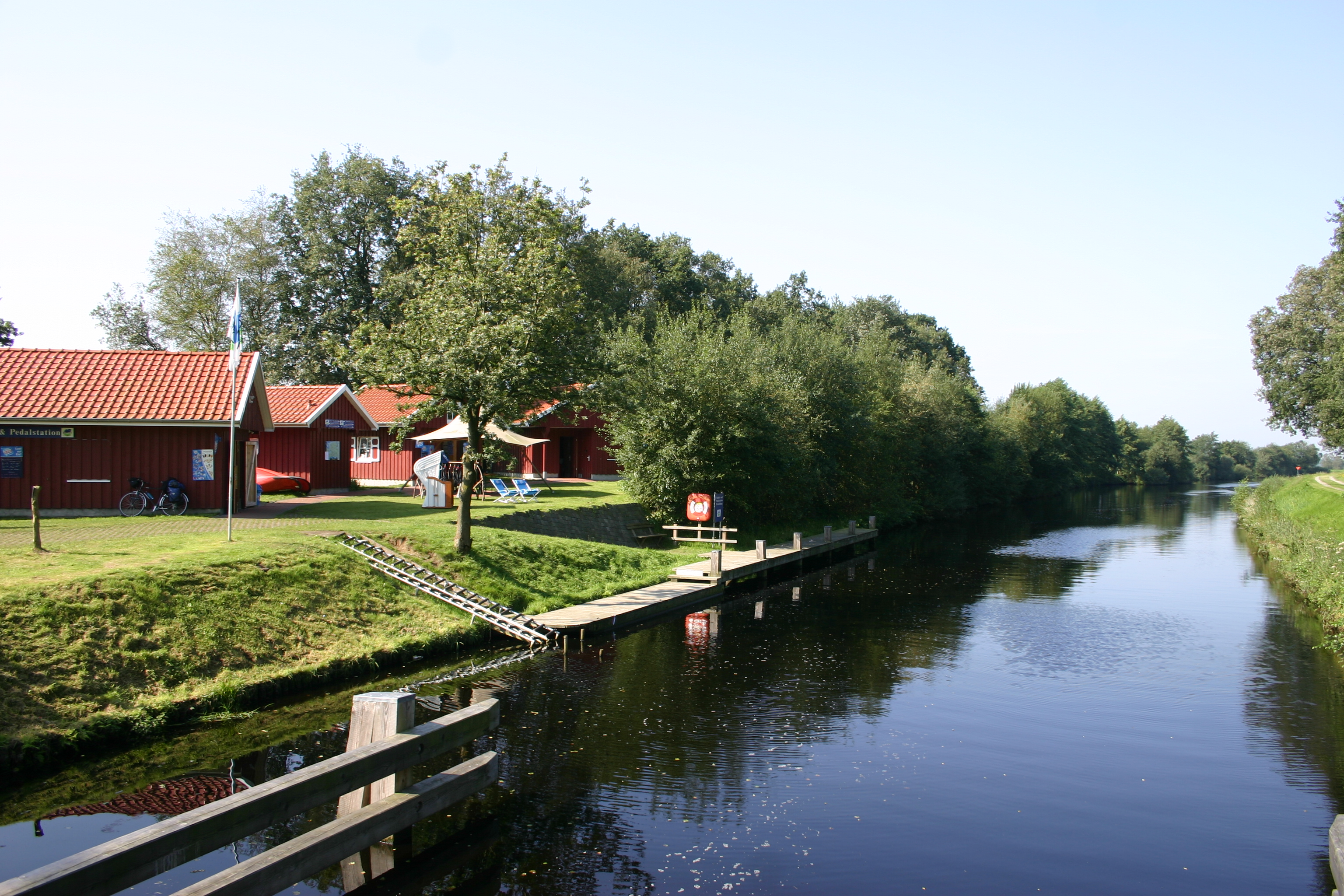
Reepsholt, peddel- en fietsstation aan het Eems-Jadekanaal

- In het dorp staat de Sint-Mauritiuskerk uit het begin van de dertiende eeuw. De toren die bij de kerk hoorde is grotendeels ingestort, de onderste helft is nog deels als ruïne aanwezig.
- Op het Eems-Jadekanaal kan men de kanosport bedrijven, o.a. vanaf het peddel- en fietsstation bij Reepsholt.

## Geschiedenis
Vlak bij het dorp heeft een klooster Reepsholt gestaan dat al genoemd wordt in een oorkonde uit 983, en in zijn begintijd met 12 reguliere kanunniken bezet was. Het klooster is halverwege de zestiende eeuw afgebroken.
In de late middeleeuwen was Reepsholt een van de negen, op een zandrug gelegen, Hooge Loogen in Oost-Friesland. Zie ook onder: Großefehn.
Op 1 juli 1972 fuseerden de voormalige gemeentes Abickhafe, Dose, Hoheesche en Reepsholt tot de gemeente Reepsholt. Echter, reeds op 16 augustus 1972 vond een gemeentelijke herindeling plaats. Bentstreek, Etzel, Friedeburg, Hesel, Horsten, Marx, Reepsholt, Wiesede en Wiesedermeer werden op hun beurt samengevoegd tot de gemeente Friedeburg.